# Koum
Koum of Oud Slot (Fries: Koüm of Kouum) is een voormalige buurtschap in de gemeente Waadhoeke, in de Nederlandse provincie Friesland. De plaats lag tussen Tzum en Lollum aan de Slotwei op het grondgebied van Tzum.

## Geschiedenis
De plaats werd ondere andere vermeld als Coygghum in 1410, als Koem in 1433, als Coum in 1548 en 1664 en als Kouum in 1718.. De plaatsnaam verwijst mogelijk naar de woonplaats van de persoon Coda of Côfa.
De benaming Oud Slot komt van een huisnaam die verwijst naar het slot Hermana, ook wel slot Koum, State Hermana, of Dekema State. Het slot stond op een terp en was mogelijke de opvolger van de Hildarda State. Het slot werd in de 18e eeuw afgebroken.
Naast deze state was er in 1406 sprake van de Jariggha state in de buurtschap. Een eeuw later waren er zelfs drie staten.
Van de state bleef de boerderij behouden. Volgens een steen in de schuur werd de boerderij in 1871 herbouwd. Het betreft een Kop-hals-rompboerderij waarbij het voorhuis onderkelderd is. De boerderij is een rijksmonument.
Bij Koum stond een poldermolen, die Polder 30 bemaalde. Deze molen van het type spinnenkop werd gebouw voor het jaar 1832 en was verdwenen voor het jaar 1928.
Steden, dorpen en gehuchten: Achlum · Baijum · Beetgum · Beetgumermolen · Berlikum · Blessum · Boer · Boksum · Deinum · Dongjum · Dronrijp · Engelum · Firdgum · Franeker · Herbaijum · Hitzum · Klooster-Lidlum · Marssum · Menaldum · Minnertsga · Nij Altoenae · Oosterbierum · Oudebildtzijl · Peins · Pietersbierum · Ried · Ritsumazijl · Schalsum · Schingen · Sexbierum · Sint Annaparochie · Sint Jacobiparochie · Slappeterp · Spannum · Tzum · Tzummarum · Vrouwenparochie · Welsrijp · Westhoek · Wier · Winsum · Zweins

Buurtschappen: Arkens · Bonkwerd · Dijkshoek · Doijum · Fatum · Hatsum · Hemmemabuurt · Het Hooghout · Kie · Kiesterzijl · Kingmatille · Klooster Anjum · Koehool · Laakwerd · Lutjelollum · Miedum · Nieuwebildtzijl · Oosterend · Oosthoek · Rewerd (deels) · Roptazijl (deels) · Salverd · Schildum · Sopsum · Stad Niks · Tolsum · Tritzum · Tjeppenboer · Vrouwbuurtstermolen (deels) ·  Weakens · Westerend · Zwarte Haan

Voormalige buurtschappen: Barrum · De Kampen · De Poelen · De Vlaren · Dijksterhuizen · Franjumerburen · Holprijp · Koum · Langwerd · Teetlum · Memerd · War 

Friesland: Steden en dorpen      Nederland: Provincies · Gemeenten